# Footloose (canción)
«Footloose» es un sencillo compuesto e interpretado por Kenny Loggins en 1984 y una de las dos piezas que forman parte de la banda sonora de la película homónima. La canción estuvo tres semanas consecutivas en el primer puesto del Billboard Hot 100 de Estados Unidos (del 31 de marzo al 14 de abril de 1984).
El sencillo tuvo una acogida positiva en general llegando a ser una de los temas más conocidos del cantautor. En 1985 ganó un Grammy a la Canción del Año y el Instituto Americano de Cinematografía la incluyó en el Top 100 de las BSO en la posición 96.

## Video musical
El vídeo musical fue dirigido por Brian Grant. En el aparecen varias escenas de la película Footloose, en especial la escena del almacén en la que el personaje de Kevin Bacon bailaba, aunque en aquella secuencia lo hacía al compás de "Never", de Moving Pictures.

## Posicionamiento en listas
| Listas (1984)                   | Mejor posición |
| ------------------------------- | -------------- |
| Australia (ARIA)                | 1              |
| Austria (Ö3 Austria Top 40)     | 8              |
| Bélgica (VRT Top 30 Flanders)   | 26             |
| Canadá (RPM)                    | 1              |
| Alemania (Media Control Charts) | 4              |
| Italia (Musica e Dischi)        | 17             |
| Nueva Zelanda (RIANZ)           | 1              |
| Suiza (Schweizer Hitparade)     | 4              |
| RU (Official Charts Company)    | 6              |
| USA Billboard Hot 100           | 1              |

## Versión de Blake Shelton
En 2011 Blake Shelton adaptó la canción con un estilo más rock country para la nueva versión de Footloose. El videoclip fue dirigido por Shaun Silva y presentado en octubre de 2011.

### Posicionamiento en listas
| Listas (2011)                      | Mejor posición |
| ---------------------------------- | -------------- |
| Estados Unidos (Hot Country Songs) | 53             |
| Estados Unidos (Billboard Hot 100) | 63             |
| Canadá (Canadian Hot 100)          | 59             |

## Otras versiones
- La canción también ha sido parodiada por "Weird Al" Yankovic en el medley "Hooked on Polkas", del álbum Dare to Be Stupid.[19]
- La canción fue versionada por el elenco de la serie de televisión de Disney Channel Soy Luna.[20]

## Apariciones en otros medios
También se puso a disposición como contenido descargable para la serie Rock Band. La canción aparece en el videojuego de ritmo, Just Dance 2018, versionada por Top Culture.
La canción fue utilizada en el programa animado estadounidense de Cartoon Network Regular Show en el episodio "Karaoke Video", cantada por el personaje principal Pops Maellard.
Aparece en el episodio Como se ganó la prueba episodio de Los Simpsons.